# 나가사와 가즈키
나가사와 가즈키(일본어: 長澤 和輝, 1991년 12월 16일 ~ )는 일본의 축구 선수이다.

## 구단 경력
그는 2016년부터 2024년까지 J리그의 우라와 레즈, 제프 유나이티드 지바, 나고야 그램퍼스, 베갈타 센다이에서 활동하였다.

## 국가대표팀 경력
그는 2017년 11월 14일 벨기에과의 경기에서 일본 국가대표팀에 데뷔했다.

## 통계
| 일본 | 일본 | 일본 |
| 연도 | 출전 | 득점 |
| ---- | ---- | ---- |
| 2017 | 1    | 0    |
| 통산 | 1    | 0    |